# اورکور
اورکور (انگلیسی: Evercore) شرکت خدمات مالی آمریکایی است، که در سال ۱۹۹۵ توسط راجر آلتمن تأسیس شد.